# Hrîșivți, Tîvriv
Hrîșivți (în ucraineană Гришівці) este localitatea de reședință a comunei Hrîșivți din raionul Tîvriv, regiunea Vinnița, Ucraina.

## Demografie
Componența lingvistică a localității Hrîșivți
     Ucraineană (97,9%)
     Rusă (1,26%)
     Alte limbi (0,21%)
Conform recensământului din 2001, majoritatea populației localității Hrîșivți era vorbitoare de ucraineană (97,9%), existând în minoritate și vorbitori de rusă (1,26%).